# Ramón Freixa Riera
Ramón Freixa Riera (Castellfollit de Riubregós, 7 de septiembre de 1971) es un cocinero español, que tiene dos estrellas Michelin y tres Soles Repsol.

## Biografía
Actualmente dirige los restaurantes Ramón Freixa Madrid, Ático en el hotel The Principal y Papagena en el Teatro Real (Madrid), Mas de Torrent (Ampurdán), Singular en Mallorca y Erre en Cartagena de Indias (Colombia). También es posible disfrutar su gastronomía en los trenes de Renfe. Realizó estudios de Gestión y Dirección Hostelera en la Escuela Superior de Hostelería y Turismo de Sant Pol de Mar (Barcelona). A principios de los 90, conoce los secretos de la cocina más innovadora del momento en Bélgica y Francia. A partir de 1994, su padre Josep Maria le cede paulatinamente un lugar privilegiado en la cocina del restaurante familiar “El Racó d’en Freixa”, tomando definitivamente el relevo en 1998 y manteniendo la Estrella Michelin que ostentaba desde 1988. En 2009 da un giro al negocio familiar centrándolo en la cocina tradicional catalana, pasando a llamarse Freixa Tradició y dirigido por sus padres; y es entonces cuando aterriza en Madrid y donde abrirá su restaurante Ramón Freixa Madrid que a los pocos meses recibe su primera estrella Michelin y en 2010 la segunda. En 2012 abrió su restaurante Erre en Cartagena de Indias (Colombia) y al año siguiente pone en marcha Ramón Freixa Catering, a cargo de la gastronomía del Teatro Real (Madrid), entre otros espacios. En su cocina conviven tradición y vanguardia, atrevimiento, innovación y sensatez, técnica impecable y numerosos juegos visuales y gustativos.

## Libros
1998 Pa, Oli I Vi : El Raco D'En Freixa
2004 Mano de Cocinero  Editorial Montagud 
2004 Cocina Dulce Editorial Montagud 
2014 "Secuencias" Editorial Everest
2023 'Cocina Felicidad' Editorial Montagud 

## Premios y menciones
1998 Estrella Michelin en Racó d'en Freixa
Ramón se hace cargo de la cocina del restaurante Racó d'en Freixa en 1998 y mantiene hasta 2008, la estrella obtenida por su padre Josep Maria Freixa en 1988
2001 Guía Gourmetour Premios Mejor cocinero y Mejor Restaurante de España
2007 Mejor cocinero y Mejor Restaurante de España
2009 Primera estrella Guía Michelin Ramón Freixa Madrid
2010 Segunda estrella Guía Michelin Ramón Freixa Madrid
2011 Tres soles en la Guía Repsol
2011 Premio Chef L'Avenir, otorgado por la Academia Internacional de Gastronomía
2012 Grand Chef Relais & Chateux
2013 Mejor Restaurante del Año por la Academia Catalana de Gastronomía (ACG)
2015 Premio Memorial Marqués de Busianos, otorgado por la Real Academia de Gastronomía y la Cofradía de la Buena Mesa
2015 Premio de Cultura de la Comunidad de Madrid
2017 Premio Nacional de Hostelería por la Federación Española de Hostelería
2018 Mejor Cocinero del Año en los Premios La_Razón_(España)
2018 Premio PRE Salón Internacional del Caballo SICAB
2019 Académico de Mérito en la Academia del Perfume de España
2019 Premio Actitud Gourmet Harper's Bazaar 
2019 Cavaliere della Ordine della Stella d'Italia 
2020 Premios Cocinillas de El Español (periódico digital) Mejores Restaurantes de España
2020 Premios Gastronómicos Metrópoli El Mundo (España) Restaurante del Año
2021 Embajador Especial de la Organización Mundial del Turismo OMT para el Turismo Sostenible 
2021 Premio Condé Nast Traveler a Hotel Único al Mejor Hotel Gastronómico de España 
2022 Premio Diamante de la Excelencia por la Asociación Española del Lujo 